# Tatochila xanthodice
Tatochila xanthodice är en fjärilsart som först beskrevs av Lucas 1852.  Tatochila xanthodice ingår i släktet Tatochila och familjen vitfjärilar. Inga underarter finns listade i Catalogue of Life.